# Torneo Interbritannico 1908
Il Torneo Interbritannico 1908 fu la venticinquesima edizione del torneo di calcio conteso tra le Home Nations dell'arcipelago britannico. Il torneo fu vinto congiuntamente dall'Inghilterra e dalla Scozia.

## Risultati
| Data             | Luogo    | Squadra 1 | Risultato | Squadra 2   |
| ---------------- | -------- | --------- | --------- | ----------- |
| 15 febbraio 1908 | Belfast  | Irlanda   | 1 - 3     | Inghilterra |
| 7 marzo 1908     | Dundee   | Scozia    | 2 - 1     | Galles      |
| 14 marzo 1908    | Dublino  | Irlanda   | 0 - 5     | Scozia      |
| 16 marzo 1908    | Wrexham  | Galles    | 1 - 7     | Inghilterra |
| 4 aprile 1908    | Glasgow  | Scozia    | 1 - 1     | Inghilterra |
| 11 aprile 1908   | Aberdare | Galles    | 0 - 1     | Irlanda     |

## Classifica
| Pos | Squadra     | Pti | G | V | N | P | GF | GS |
| --- | ----------- | --- | - | - | - | - | -- | -- |
| 1   | Inghilterra | 5   | 3 | 2 | 1 | 0 | 11 | 3  |
| 1   | Scozia      | 5   | 3 | 2 | 1 | 0 | 8  | 2  |
| 3   | Irlanda     | 2   | 3 | 1 | 0 | 2 | 2  | 8  |
| 4   | Galles      | 0   | 3 | 0 | 0 | 3 | 2  | 10 |

## Vincitori
| Campioni 1908 Inghilterra |

| Scozia |